# Mad About You (canção)
"Mad About You" é uma canção gravada pela banda belga Hooverphonic, lançada em 2000 como o primeiro single do terceiro álbum de estúdio da banda The Magnificent Tree. "Mad About You" é muitas vezes considerado uma obra-prima da banda e seu maior sucesso no mundo inteiro.
A canção deriva de origens estilísticas de dream pop e trip hop e também pode ser semelhante em estilo e tema a canções de James Bond, com sua orquestração dramática. Liricamente, a canção é sobre um amor proibido.
A canção foi usada em filmes como New Best Friend (2002) e A Lot Like Love (2005).

## Desempenho nas tabelas musicais
| Tabela musical (2000)          | Melhor posição |
| ------------------------------ | -------------- |
| Itália (FIMI)                  | 8              |
| Bélgica (Ultratop 40 Wallonia) | 35             |
| Bélgica (Ultratop 50 Flanders) | 23             |
| França (SNEP)                  | 39             |
| Países Baixos (Dutch Top 40)   | 83             |